# يوهان إردمان هامل
يوهان إردمان هامل (بالألمانية: Johann Erdmann Hummel)‏ هو رسام ألماني، ولد في 11 سبتمبر 1769 في كاسل في ألمانيا، وتوفي في 26 أكتوبر 1852 في برلين في ألمانيا.

## وصلات خارجية
- يوهان إردمان هامل على موقع ميوزك برينز (الإنجليزية)